# Hrabstwo Greene (Illinois)

Piramida wieku hrabstwa

Hrabstwo Greene - hrabstwo w USA, w stanie Illinois, według spisu z 2000 roku liczba ludności wynosiła 14 761. Siedzibą hrabstwa jest Carrollton.

## Geografia
Według spisu hrabstwo zajmuje powierzchnię 1 415 km², z czego 1 407 km² stanowią lądy, a 8 km² (0,59%) stanowią wody.

### Sąsiednie hrabstwa
- Hrabstwo Scott - północ
- Hrabstwo Morgan - północ
- Hrabstwo Macoupin - wschód
- Hrabstwo Jersey - południe
- Hrabstwo Calhoun - południowy zachód
- Hrabstwo Pike - północny zachód

## Historia
Nazwa hrabstwa pochodzi od nazwiska bohatera wojny o niepodległość Stanów Zjednoczonych, którym był Nathanael Greene.

## Demografia
Według spisu z 2000 roku hrabstwo zamieszkuje 147 61 osób, które tworzą 5 757 gospodarstw domowych oraz 4 075 rodzin. Gęstość zaludnienia wynosi 10 osób/km². Na terenie hrabstwa jest 6 332 budynków mieszkalnych o częstości występowania wynoszącej 4 budynki/km². Hrabstwo zamieszkuje 98,06% ludności białej, 0,75% ludności czarnej, 0,24% rdzennych mieszkańców Ameryki, 0,11% Azjatów, 0,02% mieszkańców Pacyfiku, 0,22% ludności innej rasy oraz 0,60% ludności wywodzącej się z dwóch lub więcej ras, 0,52% ludności to Hiszpanie, Latynosi lub inni.
W hrabstwie znajduje się 5 757 gospodarstw domowych, w których 32,50% stanowią dzieci poniżej 18 roku życia mieszkający z rodzicami, 57,00% małżeństwa mieszkające wspólnie, 9,20% stanowią samotne matki oraz 29,20% to osoby nie posiadające rodziny. 25,70% wszystkich gospodarstw domowych składa się z jednej osoby oraz 14,10% żyję samotnie i ma powyżej 65 roku życia. Średnia wielkość gospodarstwa domowego wynosi 2,51 osoby, a rodziny wynosi 3,00 osoby.
Przedział wiekowy populacji hrabstwa kształtuje się następująco: 25,50% osób poniżej 18 roku życia, 8,80% pomiędzy 18 a 24 rokiem życia, 26,40% pomiędzy 25 a 44 rokiem życia, 21,80% pomiędzy 45 a 64 rokiem życia oraz 17,50% osób powyżej 65 roku życia. Średni wiek populacji wynosi 38 lat. Na każde 100 kobiet przypada 96,60 mężczyzn. Na każde 100 kobiet powyżej 18 roku życia przypada 94 mężczyzn.
Średni dochód dla gospodarstwa domowego wynosi 31 754 dolarów, a średni dochód dla rodziny wynosi 37 057 dolarów. Mężczyźni osiągają średni dochód w wysokości 30 067 dolarów, a kobiety 20 269 dolarów. Średni dochód na osobę w hrabstwie wynosi 15 246 dolarów. Około 10,10% rodzin oraz 12,40% ludności żyje poniżej minimum socjalnego, z tego 14,80% poniżej 18 roku życia oraz 9,10% powyżej 65 roku życia.

## Miasta
- Carrollton
- Greenfield
- Roodhouse
- White Hall

## Wioski
- Eldred
- Hillview
- Kane
- Rockbridge
- Wilmington